# Benny Toraty
Benny Toraty (בני תורתי) és un director de cinema i guionista israelià.

## Biografia
Bnei Torti va néixer a Afula i va créixer en els seus primers anys a Beit Shean. Als sis anys, es va traslladar amb la seva família al barri HaTikva, Tel-Aviv.
En la seva joventut va participar en un taller de teatre del Municipi de Tel-Aviv, en un moment en què s'escenificaven i representaven obres de protestade Yitzhak Halutzi. Al mateix temps, a partir dels 16 anys, va participar en una classe de cinema juvenil sota la direcció del director Shimon Dotan, va muntar i dirigir  curtmetratges. Més tard va estudiar al Departament de Cinema i Televisió de la Universitat de Tel-Aviv.
En acabar el servei militar, va ser instructor de bandes de carrer. Paral·lelament, els anys 1979-1982 va ser un dels fundadors del moviment AL (Ciutadans pels Barris), que al cap d'uns mesos va arribar a centenars de socis. Van establir cases d'estudiants, parcs infantils, van reclutar un grup d'alumnes de batxillerat que cuidaven la joventut, pintaven cases per a gent gran, etc.
Va ser un dels fundadors i els principals escriptors del diari "Haftish", que va funcionar els anys 1989-1993, que es va centrar en la crítica social, poc popular a l'època. Hi va publicar les primeres entrevistes en profunditat de cantants Mizrahi de l'època i va escriure històries de barri a la secció "Ko 16", que va ser il·lustrada per Dudo Geva. Torti va participar en la fundació del suplement social setmanal "Chalam" al diari Haudas i hi va escriure. El suplement incloïa la columna satírica "Víctor l'aturat" - el diari d'un aturat d'una manera humorística.
Durant molts anys va fer títols per a pel·lícules a GG Studios.

## Pel·lícules
La seva primera pel·lícula va ser el curtmetratge "Yonnam" (30 minuts) que va guanyar un premi al Festival de Cinema de Jerusalem de 1988. La seva segona pel·lícula "Teulades de lona" (46 minuts, 1994) documentava la lluita dels sense sostre a principis dels anys noranta a Gan Tikva, al barri de Tikva. Es va projectar als cinemes i a la televisió.
Després va dirigir una trilogia inacabada de llargmetratges sobre la vida a la perifèria: Kikar Ha-Halomot (2001), un homenatge al cinema de barri i Balada le'aviv ha'bohe (2012), un homenatge a la ràdio i la música oriental. La tercera encara no ha estat rodada.

## Premis i reconeixements
El 2002 va guanyar la Palmera de Bronze i el premi al millor guió a la XXIII edició de la Mostra de València. L'octubre de 2012 va guanyar el Premi Landau a les arts escèniques en el camp del llargmetratge 